# Batalla de Canusio (209 a. C.)
La batalla de Canusio fue un enfrentamiento militar entre los ejércitos de la República romana y la República Cartaginesa, de tres días de duración, que tuvo lugar en la región de Apulia, a comienzos del verano de 209 a. C., en el décimo año desde el inicio de la segunda guerra púnica. Formó parte del plan desarrollado durante esa campaña contra los pueblos y tribus que habían sido conquistados o habían abandonado voluntariamente la alianza con Roma y se habían unido con los cartagineses en el área del Salentino (ocurrido en la segunda mitad del consulado de 213 a. C.), norte de Lucania (durante 212 a. C.) y extremo suroccidental de la Magna Grecia (215 a. C.), y también para estrechar el cerco al líder cartaginés, Aníbal, en el sur de Italia. La batalla supuso un nuevo enfrentamiento entre Aníbal y el general romano Marco Claudio Marcelo. Como ninguno ganó decisivamente y ambos sufrieron muchas bajas (unas 14.000) el resultado de la batalla es discutido tanto por los historiadores modernos como por los antiguos. Aunque Marcelo recibió un duro golpe en Canusio que le apartó de operaciones durante el resto del verano, con esta acción consiguió expulsar de Apulia a los púnicos desgastando notablemente a su rival y limitando los movimientos de la principal fuerza cartaginesa, con lo que contribuyó a los éxitos del resto de ejércitos romanos en el sur de Italia contra los aliados de sus enemigos y las guarniciones de estos en el Salentino, Hirpinos y norte de Lucania.

## Antecedentes
Desde la invasión de Aníbal por los Alpes, en el 218 a. C., Roma tomó muchas decisiones para proteger Italia primero, y luego, para recuperar el terreno perdido a manos de Aníbal. Esto es particularmente apreciable en el número de tropas alistadas para combatir. El número de legiones creció constantemente, a pesar de las sangrientas derrotas en el inicio de la guerra (véase los artículos de las batallas de Trebia, Lago Trasimeno y Cannas), y llegó en el año 210 a. C. (un año antes de Canusio) a la cifra de 21 legiones en activo. Ocho de ellas lucharon contra los cartagineses y sus aliados en Cerdeña, Iberia y Sicilia, pero las restantes trece se distribuyeron en diferentes partes de Italia para controlar al ejército de Aníbal o a sus aliados, por lo que la península itálica seguía siendo el principal teatro de operaciones de la segunda guerra púnica. En la campaña de 209 a. C. al sur de Roma, el Senado dispuso que se desplegasen cuatro ejércitos. El primero de ellos en la recién reconquistada Campania, integrado por una legión, el segundo en Apulia con dos legiones, el tercero en Lucania con dos legiones y el cuarto en el Salentino con otras dos legiones. Un contingente adicional de 8.000 hombres operaba desde Reggio contra el bastión cartaginés del Brucio y las colonias griegas de la Magna Grecia situadas en el extremo suroccidental de la península itálica.

## La batalla
Tras el enfrentamiento en Numistro (Norte de Lucania) a finales de la campaña del año anterior y la posterior persecución hasta Apulia a que el entonces cónsul Marcelo había sometido a Aníbal, ambos contendientes procedieron a invernar y preparar el desarrollo del nuevo año. Marcelo fue nombrado procónsul, mientras Quinto Fulvio Flaco y Fabio Máximo resultaron elegidos cónsules. La estrategia para ese año consistía en desembarcar en el Salentino al ejército consular que tras el fin de la guerra en Sicilia había quedado liberado de la isla. Estando al frente de él, Fabio Máximo pretendía recuperar el control de la zona de esa región perdida entre mediados de 213 a. C. y la primavera de 212 a. C., cuya ciudad más emblemática era Tarento. Para ejecutar su plan contaba con la colaboración de sus colegas que debían entretener a Aníbal mientras él iniciaba sus operaciones. Para coordinar la estrategia se entrevistó personalmente con el otro cónsul, Quinto Fulvio Flaco, y mandó una misiva a Marcelo pidiéndole endurecer al máximo las acciones contra Aníbal.
El general púnico había iniciado su campaña tratando de sublevar la población de Canusio. Desde sus cuarteles de invierno, Marcelo acudió al área iniciando una persecución feroz de los cartagineses que abandonaron la zona llana junto a esta ciudad en dirección a las montañas. Esta persecución culminó cuando un día pudo dar alcance a su enemigo antes de que montara su campamento, iniciando escaramuzas que culminaron con la llegada de la noche y la retirada de ambos rivales. Al día siguiente el enfrentamiento se reanudó en una batalla campal. A las dos horas de combate un intento de Marcelo de organizar una estratagema fue mal ejecutado y los púnicos consiguieron hacer retroceder al alae derecha de aliados itálicos en la que se incluían los extraordinarii que los romanos habían situado en vanguardia. El intento del general romano por relevarla con la legión XVIII fracasó, entrando las tropas en pánico y dándose a la fuga, resultando muertos 2.700 hombres entre aliados y ciudadanos, además de otros muchos heridos. Estas cifras incluían a cuatro centuriones y dos tribunos. Tocado en su orgullo Marcelo conminó a sus soldados a volver a salir a dar batalla al día siguiente antes de que la noticia de la derrota llegase a Roma, cosa que hicieron, aceptando el envite Aníbal. En primera línea situó en su ala izquierda a las cohortes aliadas y los manípulos que habían perdido sus insignias el día anterior, mientras en la derecha alineaba a la legión XX. En este tercer enfrentamiento colocó al frente de sus alas a los legados Lucio Cornelio Léntulo y Cayo Claudio Nerón, mientras él mismo dirigía el centro de su línea. Aníbal por su parte situó a la infantería hispana en la vanguardia. El combate comenzó con mayor dureza que el día anterior y permanecía indeciso hasta que los púnicos llevaron a cabo una carga con sus elefantes que consiguió ser repelida por los romanos quienes a su vez aprovecharon el desconcierto creado por los paquidermos en sus propias filas para contraatacar con su caballería y poner en fuga a la infantería enemiga. Las tropas romanas lograron empujar a sus rivales hasta su campamento sufriendo bajas mortales incluso superiores a las del día anterior (3.000 hombres) pero endosando a su enemigo 8.000 muertos.

## Acontecimientos posteriores
Al día siguiente del combate Aníbal decidió abandonar el área y dirigirse al Brucio, no siendo seguido por Marcelo debido a la gran cantidad de heridos con que su ejército había quedado. Ese mismo verano este ejército de Marcelo se trasladó a Venusia donde se repuso de las bajas sufridas. Esto desencadenó una campaña política en Roma contra Marcelo previa a las elecciones consulares y motivó que el tribuno de la plebe Cayo Publicio Bíbulo pidiese el relevo en el mando del procónsul, cosa que fue rechazada, siendo además elegido cónsul para el nuevo año romano.
Este inicio de campaña coincidió con la rendición a Quinto Fulvio Flaco de las últimas poblaciones rebeldes de los Hirpinos y de la ciudad de Volcei (noroeste de Lucania)  además de la toma en el Salentino de la ciudad de Manduria por el cónsul Fabio Máximo,  situada a escasos 30 km de Tarento. Aníbal no acudió en socorro de ninguna de ellas, lo que encaja con la marcha al Brucio descrita por Tito Livio tras la batalla. La causa de este viaje sería la necesidad de reponer sus filas con soldados de las guarniciones que tenía en esa zona, lo que denotaría el tremendo desgaste que supuso la batalla del último día para el general cartaginés.
El siguiente movimiento conocido del general cartaginés sería dirigirse a Tarento donde permaneció hasta que el contingente romano de 8.000 hombres con base en Reggio asoló la campiña del suroeste del Brucio y atacó la ciudad de Caulonia iniciando el asedio de la misma. Aníbal acudió en su socorro logrando levantar el sitio al que era sometida, capturando a las fuerzas romanas que lo llevaban a cabo, pero alejándose del Salentino el tiempo suficiente para que Fabio Máximo atacase Tarento y la tomase ayudado por la traición de una parte de su guarnición. Aníbal acudió a marchas forzadas nada más tuvo noticia de este ataque, pero su llegada al área se produjo justo después de que se consumase la pérdida. Trató entonces de tender una emboscada al cónsul romano junto a Metaponto, pero no logró llevarla a término. 
De este modo acabó la campaña de ese año en el que Roma había asestado un duro golpe a los cartagineses en el sur de Italia recuperando por completo el Samnio, el Salentino y el norte de Lucania. En Hispania las cosas no habían ido mejor y habían perdido la ciudad de Cartago Nova. Poco a poco las armas púnicas comenzaban a declinar en todos los frentes de guerra.